# Bruno Weber Park

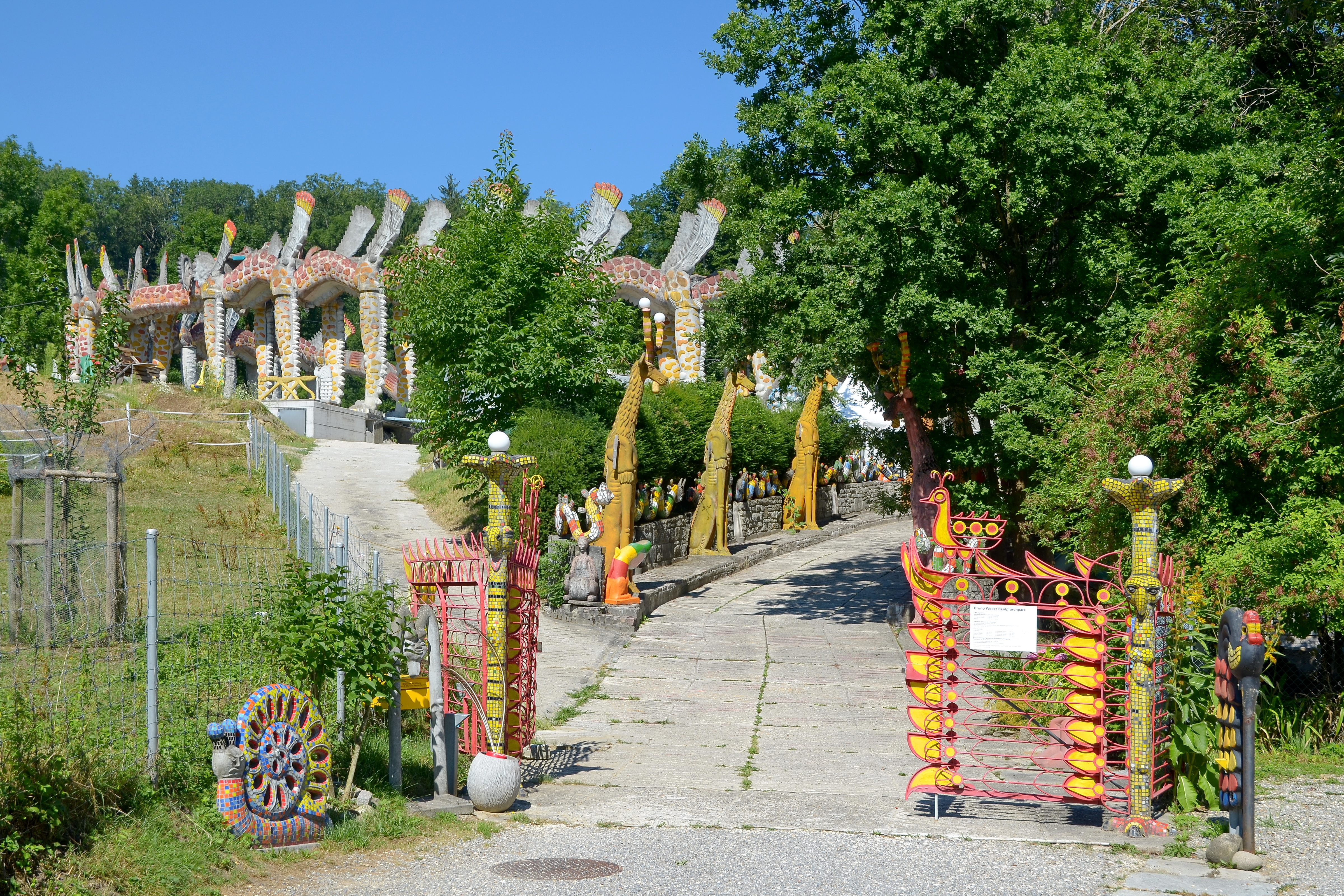
Eingangsbereich

Der Bruno Weber Park ist ein Skulpturenpark in den Schweizer Gemeinden Spreitenbach und Dietikon, gestaltet als Gesamtkunstwerk des 2011 verstorbenen schweizerischen Künstlers Bruno Weber.

## Lage und Entstehung
Ab 1962 schuf Bruno Weber den Skulpturenpark im Umfeld seines damaligen Ateliers in der Gemeinde Spreitenbach im Kanton Aargau. Er erweiterte den Park beständig durch immer neue Skulpturen und Bauten. Der Skulpturenpark ist das Gesamtkunstwerk und Lebenswerk des Künstlers. Nachdem Weber seit 1976 mit den Behörden in Dietikon und Spreitenbach im Streit wegen des illegal errichteten Hauses und der Figuren im Wald gelegen hatte, erhielten 1998 sämtliche Bauten pauschal die behördliche Zustimmung.

## Anlage
Der Park erstreckt sich auf einer Fläche von 15'000 m² und wurde auf dem Gelände von Bruno Webers Eltern und seiner Frau im Laufe der Jahre zu einem mit Säulen, Reliefs, Köpfen und Fratzen geschmückten Märchenschloss erweitert, das von tonnenschweren, mit bunten Mosaiken verzierten Tierfiguren bevölkert ist. Das Kernstück bildet der 2012 fertiggestellte Wassergarten, der von zwei über 100 Meter langen Flügelhunden samt einem Sockelgeschoss mit Festsaal und Büro/Atelier der Bruno Weber Stiftung umgeben ist. Der Aargauer Regierungsrat Roland Brogli nannte 2012 die Einweihung des Wassergartens den Höhepunkt eines «work in progress», das einst um ein Haar behördlichen Vorschriften zum Opfer gefallen wäre: Wegen der Umsetzung seiner Visionen in der Spreitenbacher Landwirtschaftszone waren sich der früher als «Spinner» ausgegrenzte Baumeister Bruno Weber und die lokalen Baubehörden in die Haare geraten. Brogli bat für das «Zusammenprallen zweier Welten» nachträglich um Nachsicht.

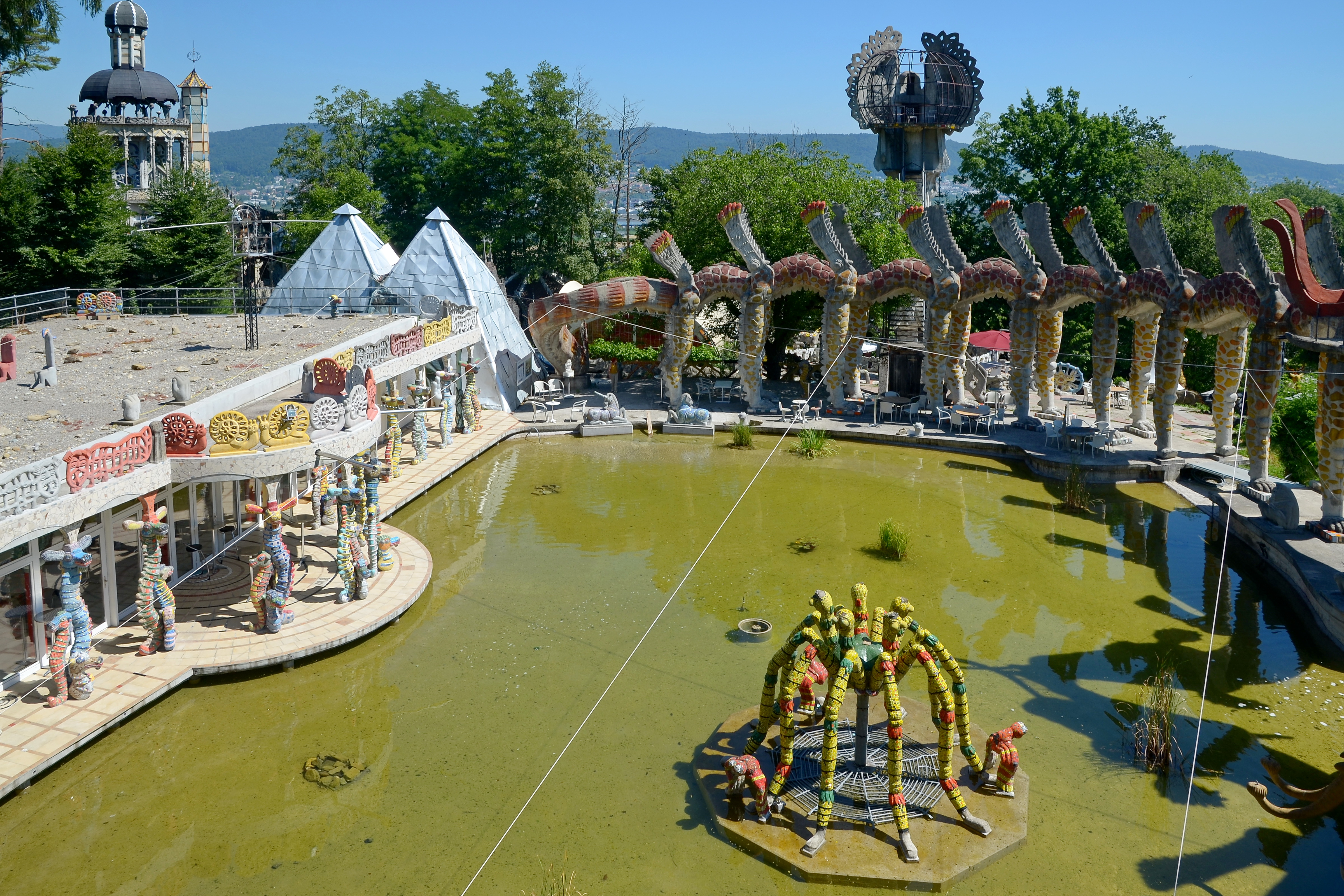
Wasserpark
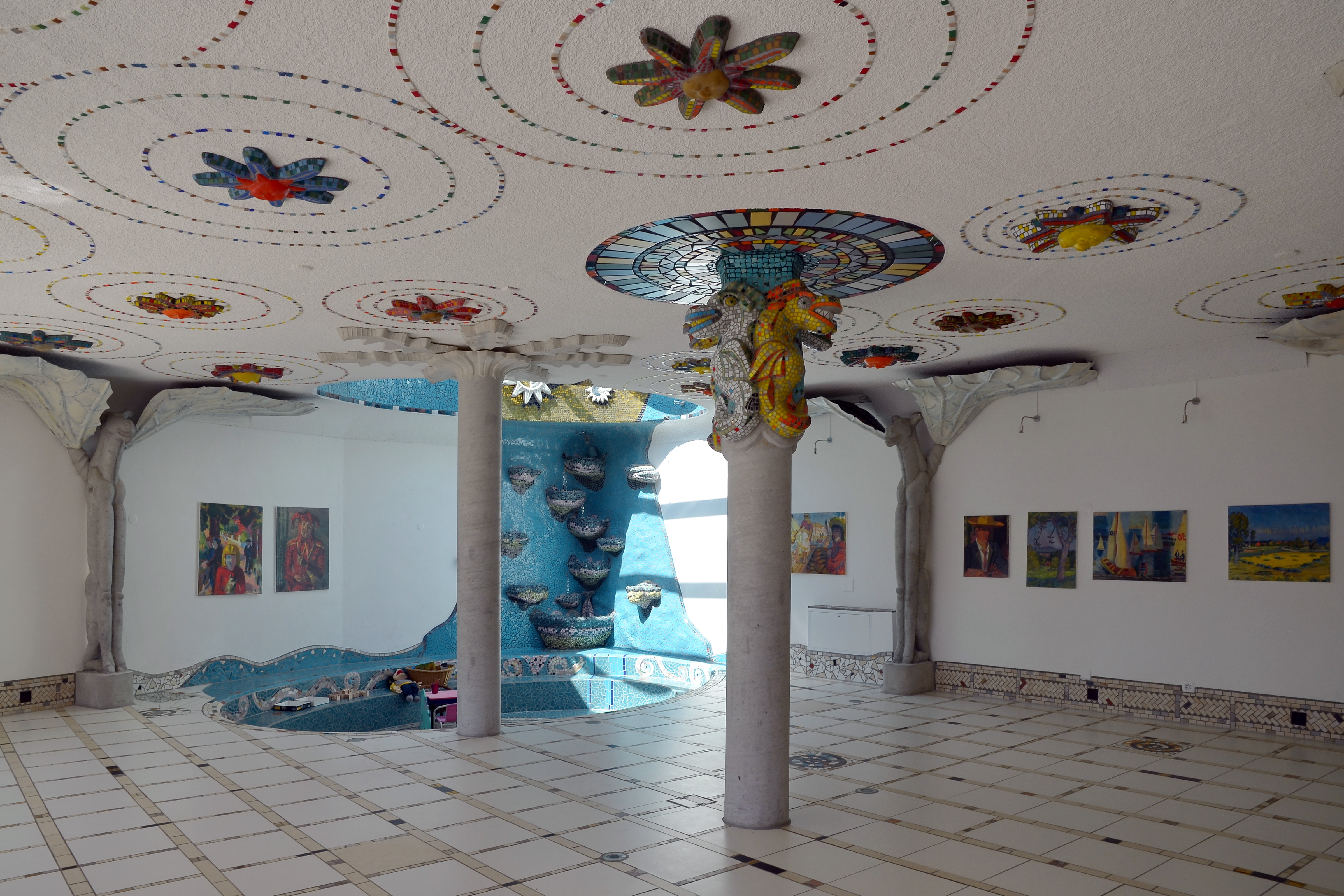
Innenansicht des Wasserparkhauses
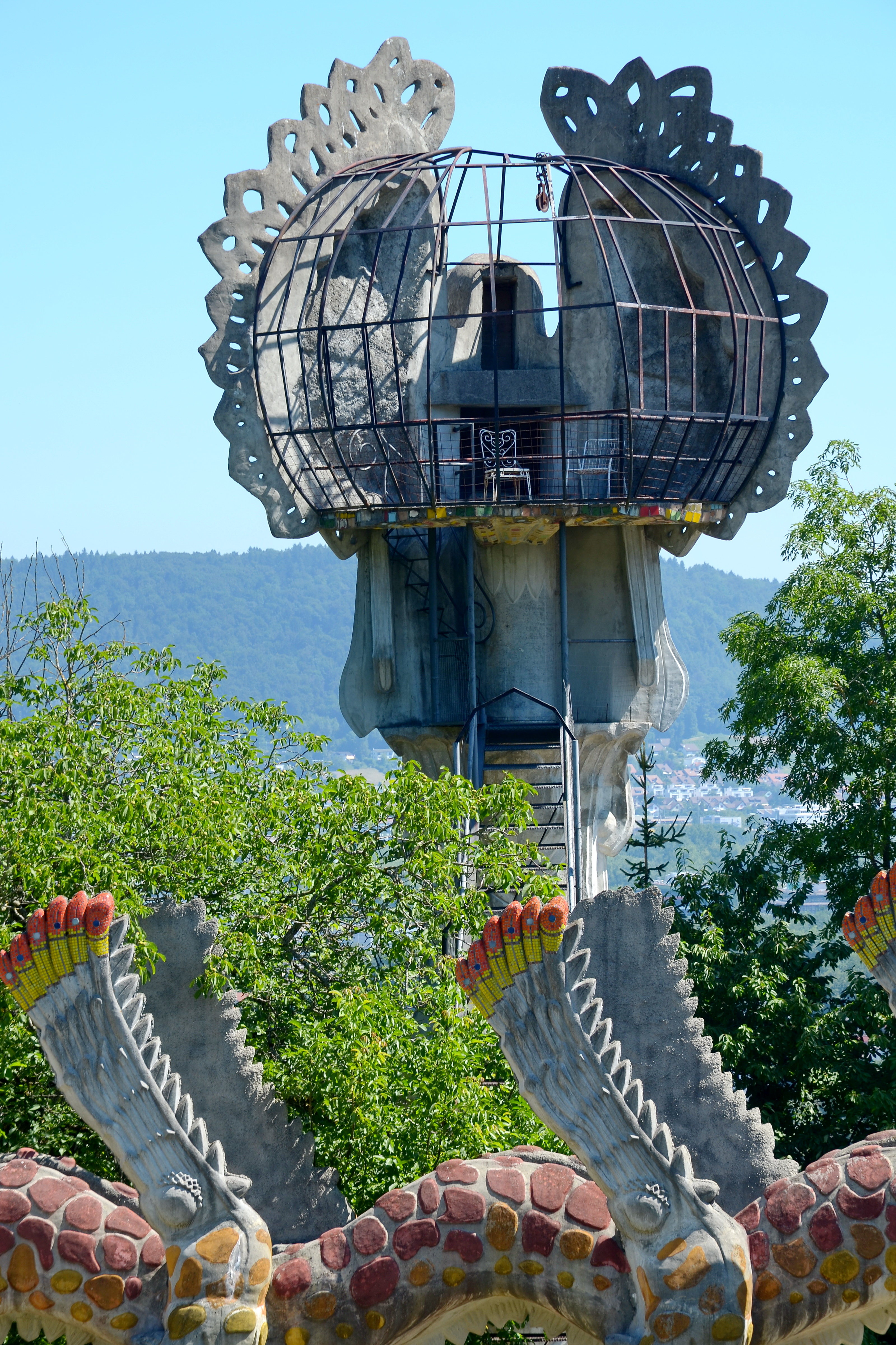
Turm
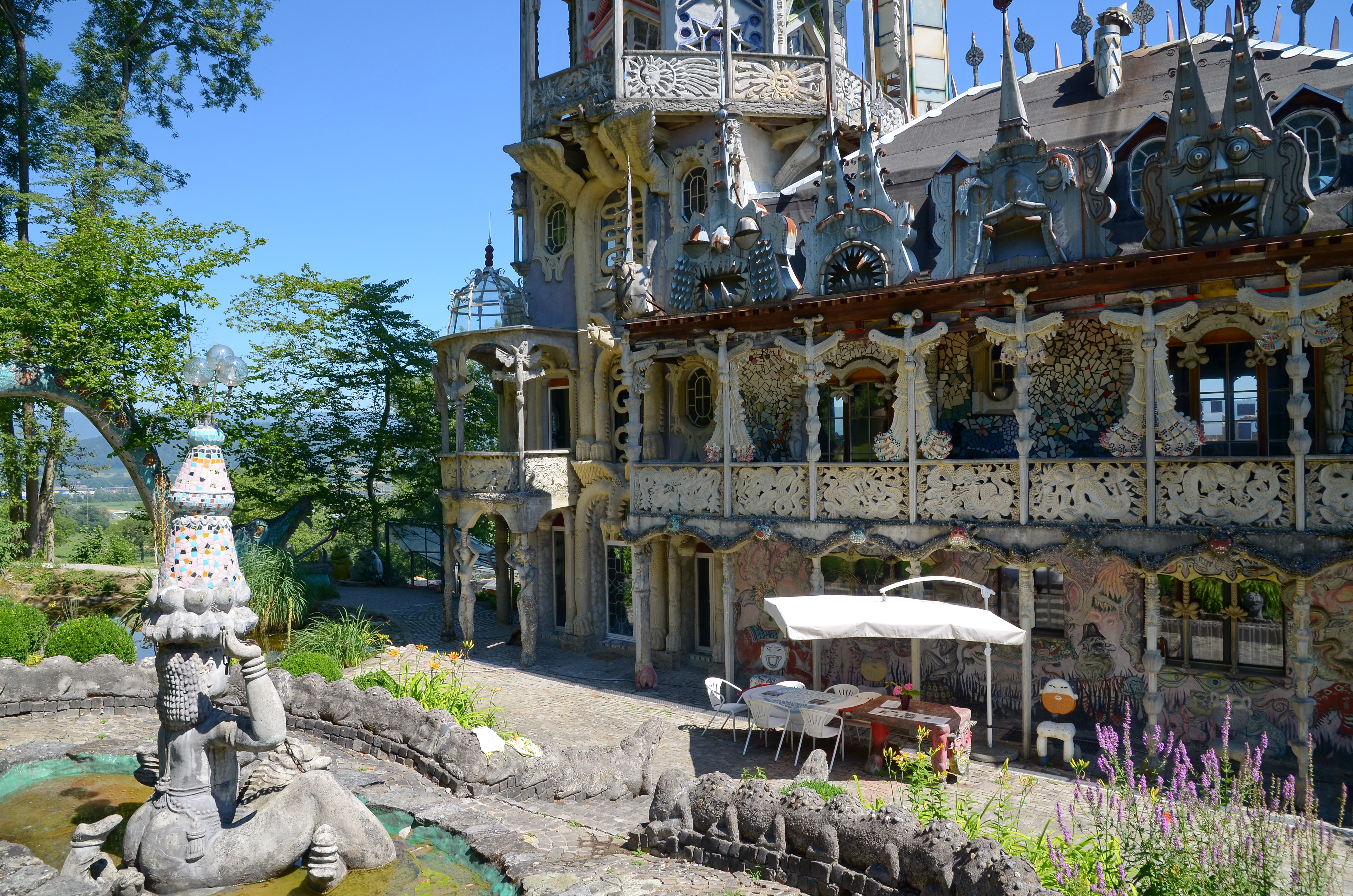
Villa
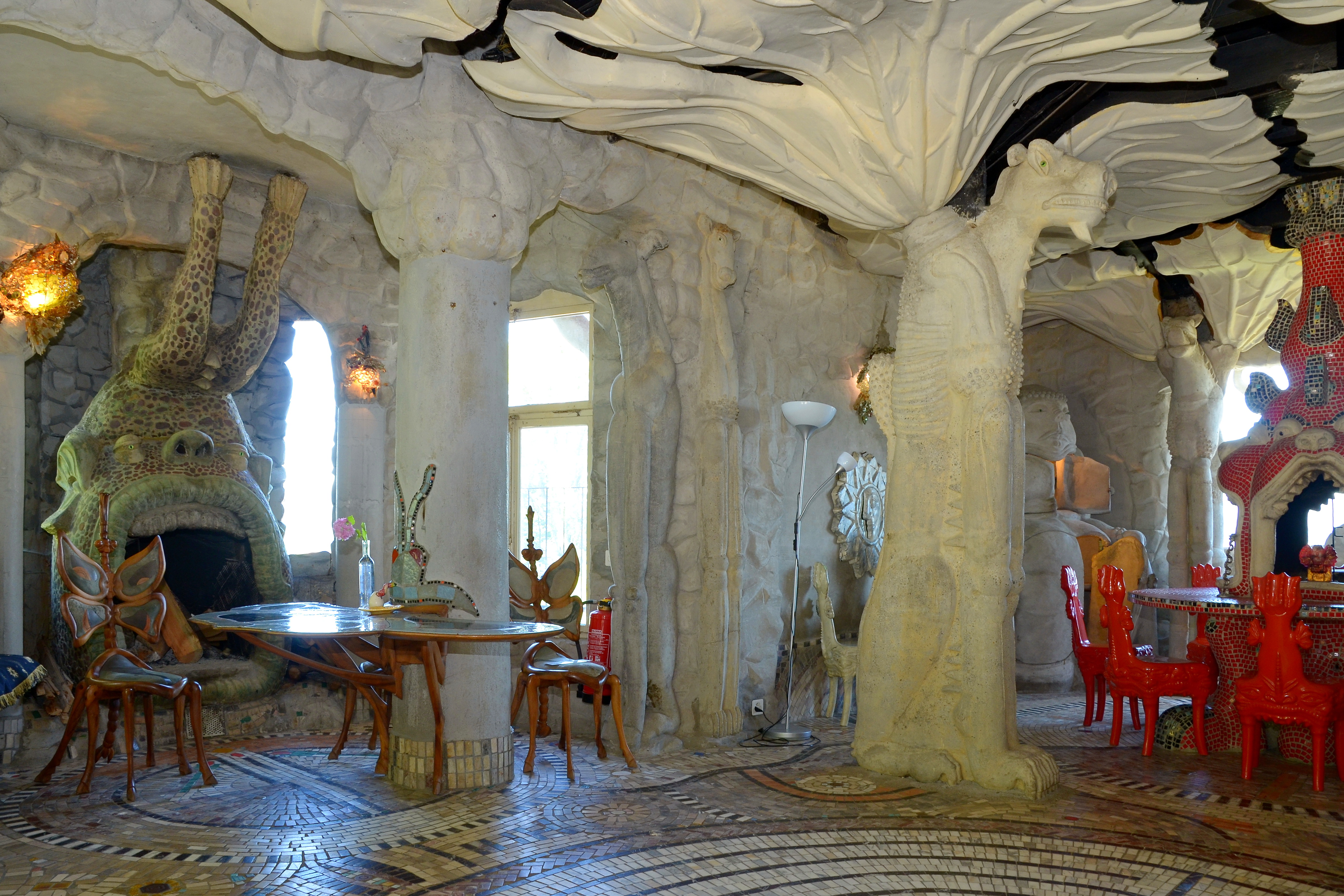
Innenansicht des Wohnhauses

## Betrieb des Parks
Bereits 1990 wurde mit der Bruno-Weber-Stiftung ein Trägerverein gegründet. Die Stiftung sollte die Fertigstellung des Wassergartens als Herzstück des Parks und langfristige Finanzierung des Betriebs sicherstellen. Mariann Weber-Godo setzte sich nach Webers Tod mit den Zwillingstöchtern für die Erhaltung und Weiterführung des Lebenswerks ihres Manns ein. Der Aargauer Regierungsrat bewilligte im Mai 2014 keine weiteren Betriebsbeiträge und «attestierte dem Werk des Künstlers in der Begründung zwar eine regionale, aber nicht einmal zwingend eine kantonale Bedeutung». Der Kunstexperte und ehemalige Leiter des Tinguely–Museums, Guido Magnaguagno, beurteilt den Skulpturengarten als ein «Monument national» und sieht Bruno Weber auf derselben Stufe mit Art-Brut-Künstlern wie Louis Soutter oder Adolf Wölfli.

## Zukunft des Parks
Notwendige Sanierungen konnten nicht durchgeführt werden, dazu reichten Eintrittsgelder und Spenden nicht mehr aus. Die Betreiber hoffen auf eine Sanierung und Weiterführung des Parks, wozu die Unterstützung von Gönnern und Spenden erforderlich ist. Diesem Ziel widmen sich die Freunde des Bruno Weber Parks. Nebst einer Online-Petition, und umfangreicher Berichterstattung in den Medien, sind verschiedene „Rettungsversuche“ unternommen worden: Kantonsrat Martin Christen (SP) hat im Kantonsparlament zwei Interpellationen eingereicht und ein Komitee zur Rettung des Parks gegründet, dem unter anderen Franz Hohler angehört: Am 3. Oktober 2014 wurde eine Petition des Komitees mit rund 11000 Unterschriften zur Erhaltung des Parks dem Regierungsrat des Kantons Aargaus überreicht. Nationalrat Cédric Wermuth (SP) setzte sich in der Fragestunde des Bundesrats erfolglos für den Park ein: Der Bundesrat anerkenne zwar den künstlerischen Wert des Werkes, stelle aber in den nächsten Jahren kein Geld in Aussicht. Solange die Situation nicht bereinigt sei, stelle auch der Kanton Aargau weiterhin keine finanzielle Beteiligung bereit, ebenso bleiben weitere Gelder von Gönnern aus.
Im Frühjahr 2015 wurde der Park der Öffentlichkeit wieder zugänglich gemacht.

## Kritik
Umstritten sind im Wesentlichen zwei Punkte: 
- Der Skulpturenpark ist betreffs Einzonung landesweit ein Unikum, da er 1998 als eine Spezialzone für künstlerisches Schaffen von der Gemeinde, im Einvernehmen mit Weber, eingestuft wurde. Erlaubt sind in dieser Bauzone Veranstaltungen die im Zusammenhang mit dem Kunstschaffen stehen, wobei aber aufgrund der allgemeinen Gesetzgebung auch Nutzungen ausgeschlossen werden, die den Betrieb rentabel machen würden.

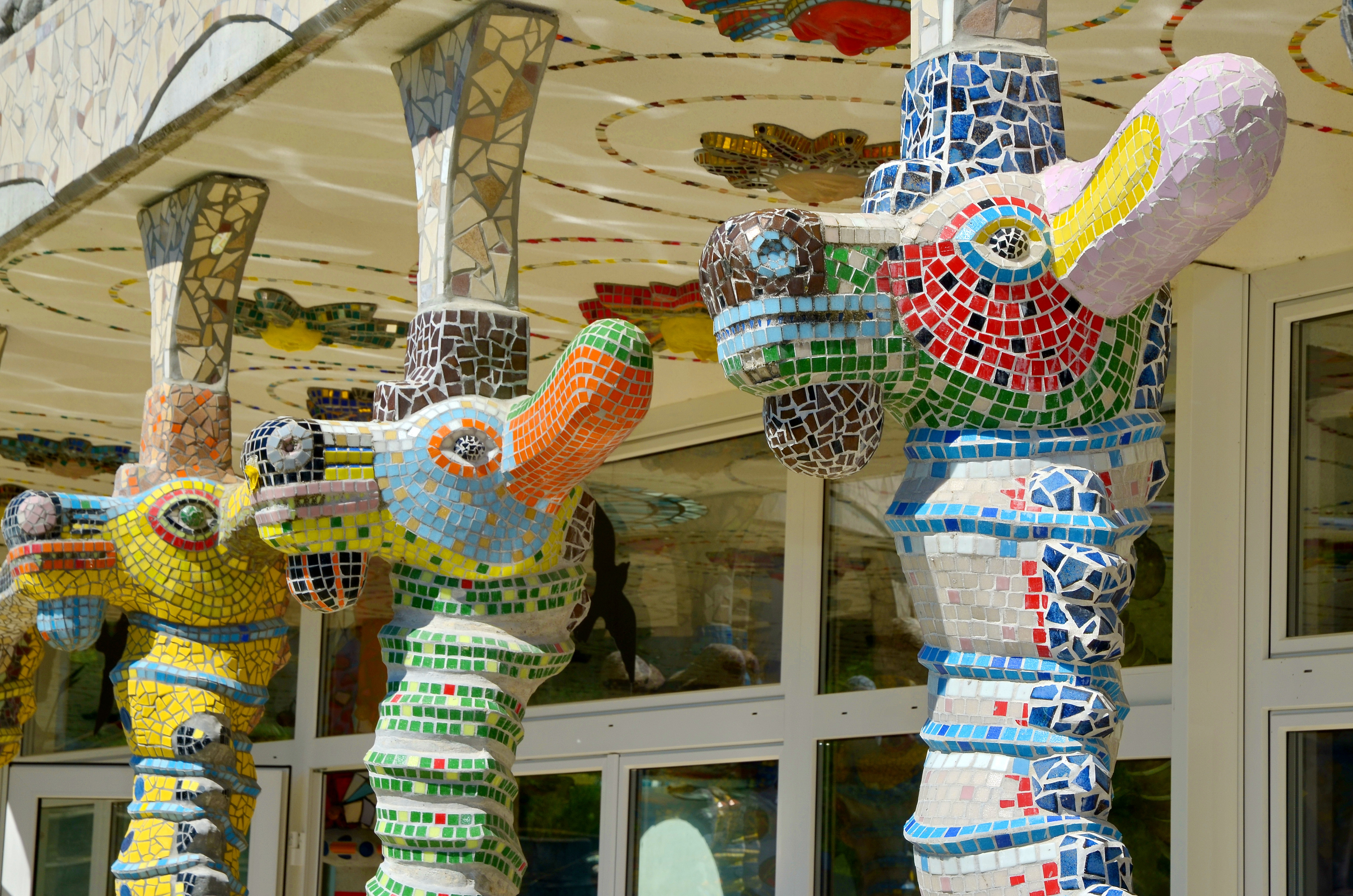
Wasserparkhaus

- Das zweite juristische Problem betrifft die Nutzungsvereinbarung zwischen Familie und Verein, da die Parzelle, auf welcher der Wassergartensaal erstellt worden ist, bereits der Bruno-Weber-Stiftung übereignet worden ist. Damit verbunden, dürfen Spendengelder, welche die Stiftung zugesprochen bekommt, nicht in die Privatschatulle der Familie Weber fliessen.[6] Das Wohngebäude mit Garten ist bislang im Privateigentum von Bruno Webers Familie. Diese Besitzverhältnisse haben zu Diskussionen mit dem Stiftungsrat geführt, insbesondere um eine bislang nicht unterschriftreife Nutzungsvereinbarung zwischen Familie und Stiftung.[2]